# Río Eume
Der Río Eume ist ein Küstenfluss im Norden Galiciens. Er entspringt in der Sierra de Xistral in der Provinz Lugo. Der Fluss hat zwei Quellbäche, Toxeiras und Lamoso. Beide entspringen in 920 m Höhe am Fuß des 1.032 m hohen Monte Xistral. Ab der Vereinigung der beiden Bäche in 760 m Höhe heißt der Fluss Eume.
Auf seinem Weg speist der Río Eume zwei Stauseen: den Encoro da Ribeira und den Encoro do Eume. Unterhalb davon durchfließt er den Naturpark Fragas do Eume. 
Er entspringt auf dem Gebiet der Gemeinde Abadín in der Parroquia Montouto, durchquert die Gebiete der Gemeinden Muras, As Pontes de García Rodríguez, Monfero und A Capela und ergießt sich auf dem Gebiet der Gemeinde Pontedeume in die Ría de Ares, eine der Rías Altas an der galicischen Nordküste.

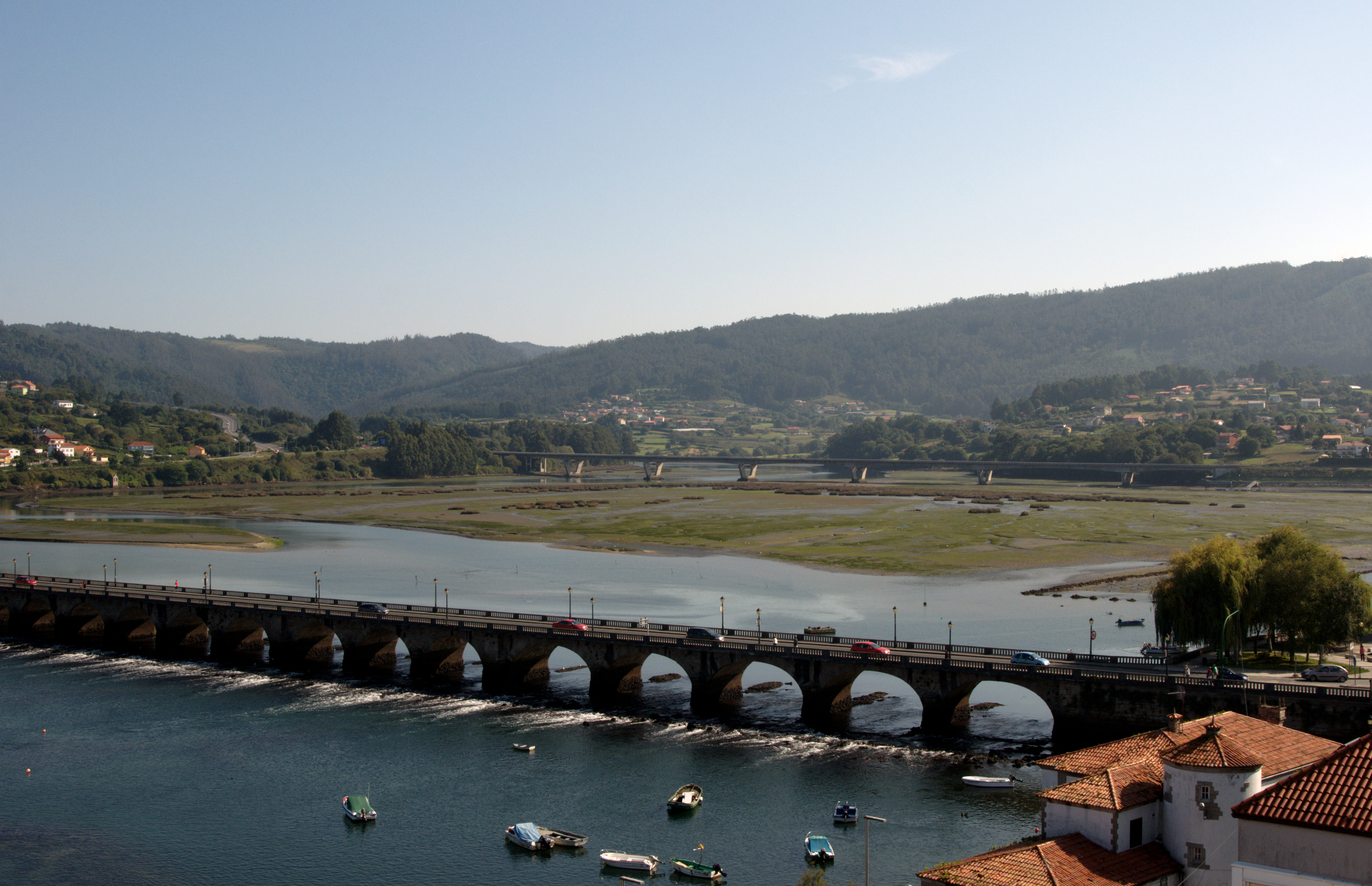
Mündungsgebiet bei Pontedeume